# Grabbezirk des Isidoros

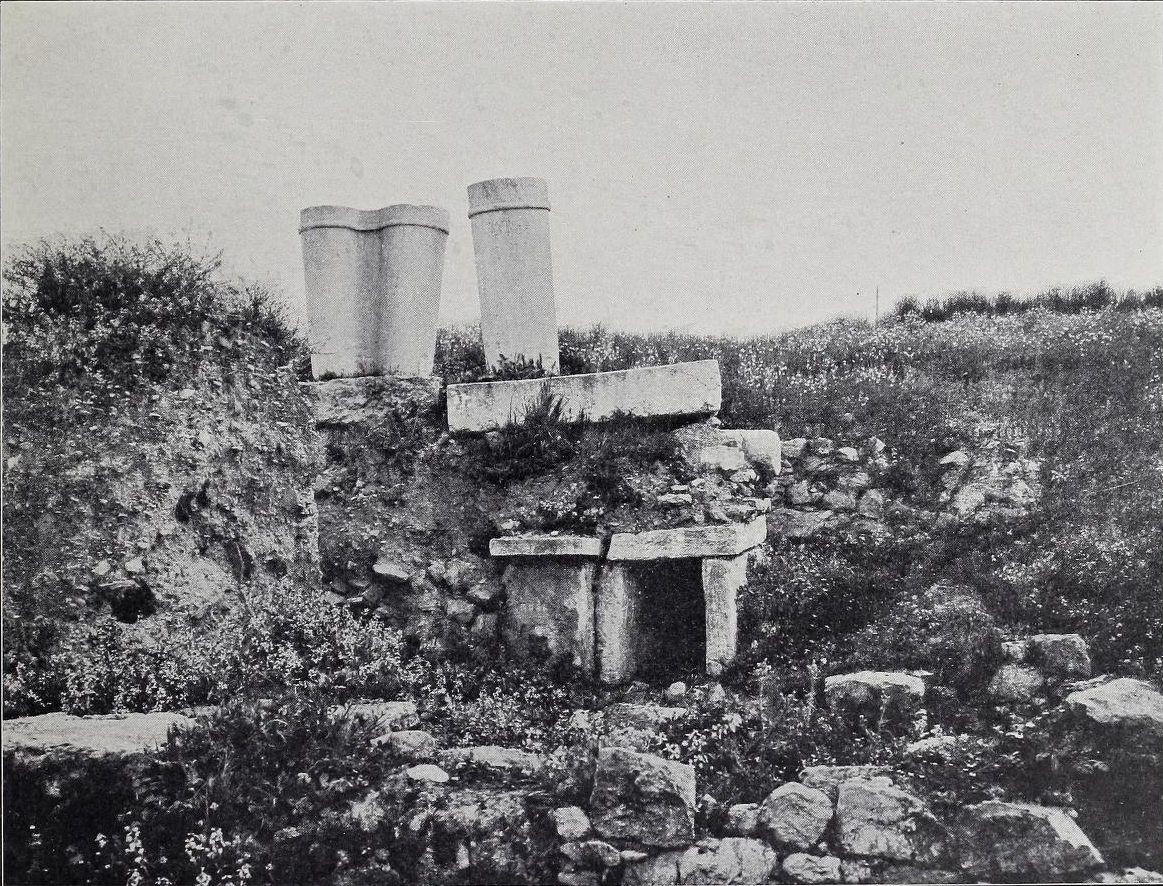
Der Grabbezirk des Isidoros wahrscheinlich während der Ausgrabungen im Jahr 1890.

Der Grabbezirk des Isidoros ist ein erhaltenes Grabensemble des Kerameikos, des bedeutendsten und größten antiken Friedhofs von Athen.
Der Grabbezirk des Isidoros aus einem der beiden Demen namens Halai wurde im späten 1. oder frühen 2. Jahrhundert, also während der römischen Kaiserzeit, auf dem Friedhof des Demos Kerameikos angelegt. Das Grab befindet sich südlich der Gräberstraße zwischen dem Grabbezirk des Ithmonikos und dem Grabpfeiler des Sosibos.
Auf der Fläche des Grabbezirkes sind heute noch drei von vier vormals aufgestellten großen Kioniskoi an Ort und Stelle („in situ“) erhalten geblieben. Zwei der Kinoniskoi sind miteinander verbunden und bilden somit einen doppelten Kioniskos, was sehr selten vorkommt. Inschriften benennen die hier bestatteten: Isidoros, der Sohn des Philon aus Halai, nach dem der Grabbezirk seinen Namen bekam, und seine Frau, Zosime, die Tochter des Dorion aus Halai. Direkt neben dem doppelten Kioniskos steht der dritte Kioniskos, der eine eigene Basis aus Kalkstein besitzt. Die Inschrift gibt den hier bestatteten als Philon, Sohn des Isodoros aus Halai an. Die Oberseite des dritten Grabmals weist Einlassungsspuren von 15 Zentimetern im Durchmesser und 13 Zentimetern Tiefe für einen Dreifuß auf. Drei Eisenzapfen, mit denen dieser befestigt war, sind erhalten. Die Basis bot noch für einen weiteren, aber getrennten Kioniskos Platz, dieser ist hier jedoch nicht erhalten. Der doppelte Kioniskos ist 121 Zentimeter hoch und hat einen Durchmesser von 48 Zentimetern, der einzelne weist eine Höhe von 137 Zentimetern und einen Durchmesser von 55 Zentimetern auf.
Die Grabmale stehen direkt über den zugehörigen Gräbern. Die Toten wurden in großen, marmornen Plattensarkophagen bestattet. Gefunden wurden sie bei den Ausgrabungen des Jahres 1890 unter Kyriakos Mylonas unter einer hohen Verschüttung.